# Acyphoderes carinicollis
Acyphoderes carinicollis là một loài bọ cánh cứng trong họ Cerambycidae.